# Alvorada
Alvorada je grad u Brazilu. Nalazi se u saveznoj državi Rio Grande do Sul. Prema procjeni iz 2007. u gradu je živjelo 207.142 stanovnika.

## Stanovništvo
Prema procjeni iz 2007. u gradu je živjelo 207.142 stanovnika.
| 1991.   | 2000.   |
| ------- | ------- |
| 142.046 | 183.968 |